# Gastrodia verrucosa
Gastrodia verrucosa är en orkidéart som beskrevs av Carl Ludwig von Blume. Gastrodia verrucosa ingår i släktet Gastrodia och familjen orkidéer. Inga underarter finns listade i Catalogue of Life.